# Ведрин, Жюль
Жюль Шарль Тусен Ведрин (фр. Jules Charles Toussaint Védrines; 29 декабря 1881, Сен-Дени — 21 апреля 1919 Сен-Рамбер-д’Альбон, Франция) — лётчик, один из самых известных пионеров французский авиации, рекордсмен мира по скорости, один из родоначальников транспортной авиации.
Шарль Ведрин родился 29 декабря 1881 года в 10 часов утра, в Сен-Дени, 93 Сен-Сен-Дени (согласно акту № 1325).
В детстве он получил прозвище «маленький Жюль», которое фактически стало его официальным именем.

## Биография

### Ранние годы
Детство Жюль провёл в рабочем предместье Парижа по адресу: Сен-Дени, № 71, авеню де Пари. Там сложился его твёрдый и упрямый характер, сделавший авиатора любимцем публики. Недаром он получил прозвища «Возвышенный Гаврош» и «Дерзкий Парижанин». Его отец Франсуа работал кровельщиком, мать Ирма Виктуар Трико — прачкой. В семье было восемь детей, жили крайне бедно. Трое сыновей стали авиаторами, все рано погибли в роковом апреле: Эмиль в апреле 1914 ; Жюль — 21 апреля 1919 ; Фернан — 18 апреля 1928 года.
Жюль всегда верил в себя, обладал почти сверхъестественной волей и «инстинктом птицы». Три года он учился в школе Искусств и Ремесел (фр. École Nationale Supérieure d’Arts et Métiers) Лилля.
По окончании школы работал чертёжником в мастерских Персан-Бомон в Париже, затем наладчиком моторов и токарем-механиком в Ножан-сюр-Марн, позже — у Шётана в Ла-Мальтурне.
Его страсть к авиации, ставшая призванием, вспыхнула в 1908 году, когда он узнал о достижениях Анри Фармана. Хорошо зарекомендовав себя, он поехал на полгода в Англию механиком к британскому актёру и пилоту Роберту Лорейну.
По возвращении поступил учеником в лётную школу Луи Блерио в По. За обучение Ведрин заплатил, продав всё своё имущество. Молодую жену, маленькую дочку и тестя с тёщей пришлось поселить в деревянном бараке в Аньере. После четырёх занятий деньги кончились, но Жюль оказался очень способным учеником и смог сдать экзамен, вызвав изумление у Блерио. 7 декабря 1910 года Ведрин получил официальное пилотское свидетельство «бреве» Аэроклуба Франции за № 312.

### Время рекордов
С этого времени Ведрин стал активно участвовать в авиационных состязаниях и устанавливать рекорды.

«Русское слово» 26 (13) апреля 1911 года
Пролёт Ведрина
Париж, 12(25),IV. Авиатор Ведрин совершил на приз воздухоплавательного клуба блестящий полёт из Парижа в По, на расстоянии 355 километров по прямой линии. В некоторых местах Ведрин летел со скоростью 150 километров в час.
21—22 мая 1911 года состоялся первый авиационный перелёт Париж — Мадрид, в котором Жюль Ведрин стал победителем и единственным, кто финишировал. Ему удалось пройти этот сложный маршрут на «Моране» за двадцать семь часов. Он пролетел над Пиренеями, преодолев вихревые порывы ветра.

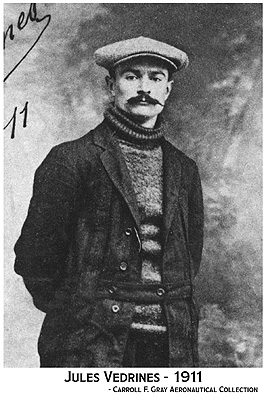
Жюль Ведрин. 1911 год

В июне 1911 участвовал в гонке: Париж-Льеж-Спа-Льеж-Утрехт-Брюссель-Рубо-Кале-Лондон-Дувр-Кале-Париж.

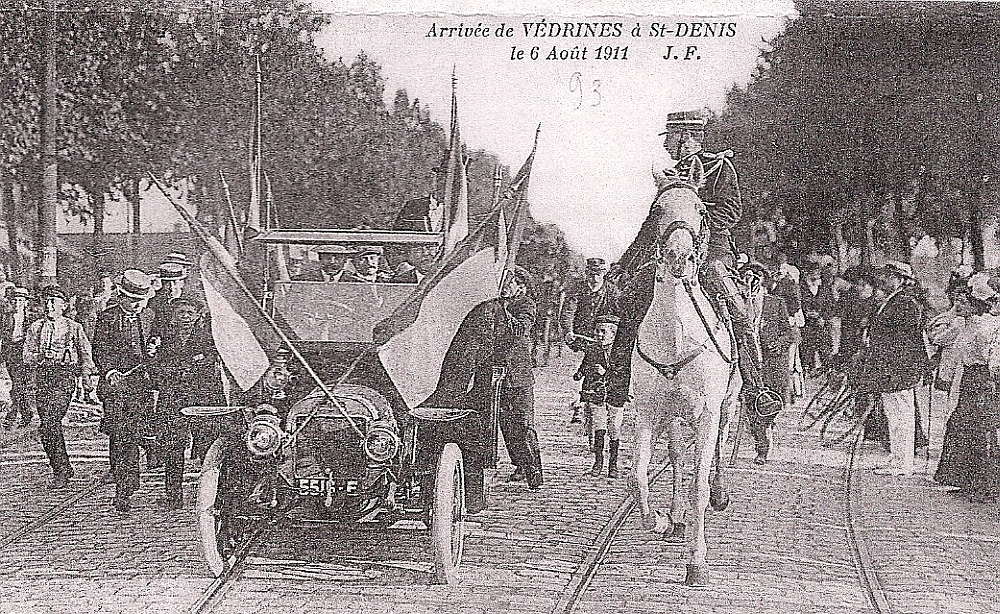
Встреча Жюля Ведрина в Сен-Дени 6 августа 1911 года

В марте 1912 года Ведрин совершил попытку баллотироваться в депутаты. Избирательную кампанию он начал сбрасыванием листовок с самолёта, но нужного количества голосов не набрал. Без особого сожаления Ведрин продолжил карьеру лётчика.
31 марта 1912 года в Сент-Этьене Ведрин поделился с публикой своей пылкой страстью «плавать в лазури небес»:

«У человека достаточно воли и энергии, чтобы изменить свою судьбу».
29 апреля 1912 года самолёт Жюля Ведрина разбился недалеко от железной дороги Норд-Эпине-сюр-Сен, зацепившись за телеграфные провода. О его смерти уже было объявлено в информационном сообщении, были подготовлены национальные флаги с траурным крепом и место на кладбище Сен-Мартен. Но, благодаря искусству врача, авиатор выжил.
Осенью 1912 года во время одного из демонстрационных полётов Ведрин поднял в небо на аэродроме в Амберье двенадцатилетнего мальчика, будущего знаменитого писателя и лётчика — Антуана де Сент-Экзюпери, невольно определив его судьбу.
9 сентября 1912 года на авиационном Кубке Гордона-Беннета в Чикаго на своем самолете «Депердюссен монокок» «La Vache» («Корова») Ведрин установил мировой рекорд скорости, достигнув 167,8 км/час.
Затем побил новые рекорды скорости: 170,777 километра в час, потом — 174, позже — 197 километров в час.
В 1913 году французский аэроклуб и газета «Le Matin» организовали авиационный перелёт Париж — Каир. Участие в соревнованиях приняли 4 авиатора на трёх самолетах. Жюль Ведрин на своем моноплане «Блерио XI» с мотором «Гном» стартовал 20 ноября в Нанси и, преодолев в общей сложности более 5600 километров, завершил гонку 29 декабря в Каире. Он стал победителем и выиграл главный приз.
Об этом перелёте восторженно, но не всегда точно писала русская пресса.

Журнал «Искры» № 48, Воскресенье, 8 декабря 1913 г.

Вокруг света.

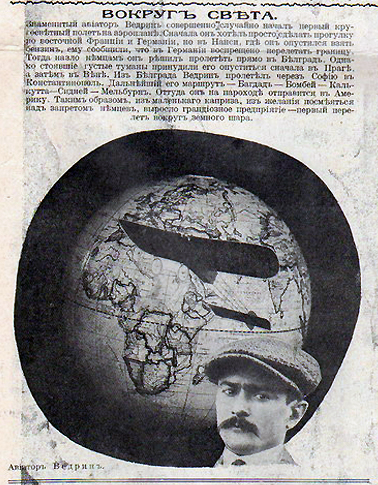
Авиатор Ведрин. Журнал «Искры», 1913

Знаменитый авиатор Ведрин совершенно случайно начал первый кругосветный полёт на аэроплане. Сначала он хотел просто сделать прогулку по Восточной Франции и Германии, но в Нанси, где он опустился взять бензин, ему сообщили, что в Германии воспрещено перелетать границу. Тогда назло немцам он решил пролететь прямо в Белград. Однако стоявшие густые туманы принудили его опуститься сначала в Праге, а затем в Вене. Из Белграда Ведрин пролетел через Софию в Константинополь.
Дальнейший его маршрут — Багдад — Бомбей — Калькутта — Сидней — Мельбурн. Оттуда он на пароходе отправится в Америку. Таким образом, из маленького каприза, из желания посмеяться над запретом немцев, выросло грандиозное мероприятие — первый перелёт вокруг земного шара.

«Раннее УТРО», 10 января (28 декабря) 1914 года
(20) 7 ноября Ведрин начал из Нанси свой поистине мировой полёт. Направляясь через Вену, Белград, Софию и Константинополь, Ведрин скоро достиг местностей, население которых никогда ещё не выдело аэроплана. Из Яффы он перелетел в Египет и благополучно достиг Гелиополиса в окрестностях Каира. Но неутомимый и отважный француз не удовольствовался этим: он предпринимает полёт к о. Цейлону в надежде достичь через Малайский архипелаг Австралии.
В начале 1914 года Ведрин встретил в Париже известного русского авиатора Харитона Славороссова. Жюль и Ролан Гаррос помогли Славороссову устроиться «гастролирующим пилотом» в фирмы Кодрон и Моран-Солнье. Ведрин высоко ценил мастерство и отвагу русского лётчика, оба они были артистичными натурами и стали друзьями.

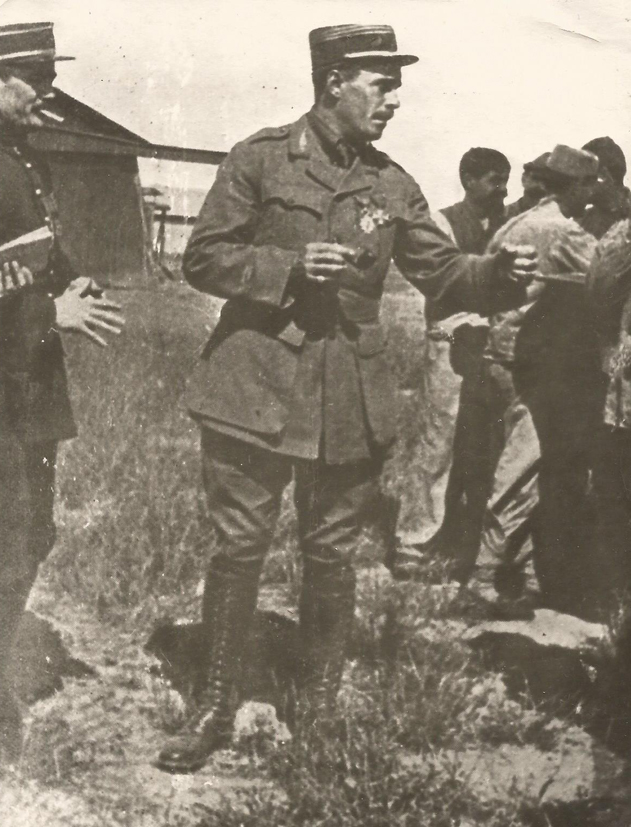
Жюль Ведрин

### Первая мировая война
Во время Первой мировой войны Ведрин вступил в военную авиацию.
28 августа 1914 года он назначается в только что созданную (в июне 1914 года) эскадрилью DO 22, вооружённую бронированными «Доранами» (Do.1).
Но Ведрин воюет на своём уникальном «антицеппелиновом» самолёте фирмы «Блерио».
2 сентября 1914 года Ведрин со своим механиком и по совместительству воздушным стрелком Рене Викером над областью Сюипп сбили немецкий самолет.
Газета "Русский спорт" за №33 от 28 сентября 1914 так описывает это событие: 

 ...над отрядом франдузских войск появился немецкий аэроплан. Войска открыли огонь, но не могли сбить аппарата. В это время Ведрин на своем Блерио в 180 сил взвился на воздух и стал преследовать врага. Восемь минут длилась борьба. Но затемъ Ведрин поднялся на 2 000 метров и расстрелял немца из пулемета. Вражеский аппарат упал, как камень, к великой радости французов. На все дело Ведрину потребовалось только 15 минут. Таким точно способом он уничтожил в три дня два немецких аэроплана. 
https://rusneb.ru/catalog/000199_000009_60000295996/
Но французское командование отказалось признать эту первую победу авиаторов, полностью списав её на зенитный огонь пехоты. Такое решение можно объяснить тем, что у Ведрина сложились крайне напряжённые отношения с командиром эскадрильи капитаном Полем Леклером. Ведрин ещё до войны успел настолько серьёзно поссориться со многими офицерами-авиаторами, что в части его едва терпели. Вскоре его переводят в другое подразделение.
С 12 марта 1915 года Жюль Ведрин — в эскадрилье MS 3 (с 20 сентября 1915 года — N 3) Феликса Брокара.
Человек вполне штатский, Ведрин был на редкость бесстрашен. Ему было поручено осуществлять специальные задания. Задания были сложными и смертельно опасными: доставлять в глубокий немецкий тыл разведчиков и диверсантов, а потом в назначенное время возвращать их обратно. Трудности были связаны с перелётом линии фронта и посадкой в безлюдном месте, поскольку при поимке пилота ждал бы неминуемый расстрел на месте. Ведрин первым отважился на такое задание. Он и его пассажир были в штатском, без документов, — чтобы избежать казни в случае пленения.
Жюль Ведрин выполнил семь таких спецзаданий. В трёх случаях пришлось находить разведчиков во вражеском тылу и возвращать во Францию. Его «Моран» стал на фронте легендарным. За голову Ведрина немцы назначили большую награду, но ни разу им не удалось его поймать.
Ведрин рассказывал об этих рейсах:

«Чтобы выполнить успешно специальное задание, нужно прежде всего заставить замолчать инстинкт самосохранения. Я отправлялся с лёгким сердцем, думая о своих детях. Это моя защита. Я думал о бедняге пассажире, которого вёз. При восхищении им моё сознание настоящей опасности ослабевало… Перелетая пограничную линию, старался сбить с толку неприятельское наблюдение и устраивался так, чтобы сделать посадку за какой-нибудь рощицей, где моего самолёта не было бы видно. И мой пассажир имел там больше шансов поспешно скрыться… Я имел случай исполнять специальное задание с Гинемером, который был тогда моим учеником, и с Наварром, который был уже великим Наварром…
В 1917 году я предложил Генеральному штабу отправиться бомбардировать Берлин… Должен был лететь на французском биплане „бреге“.
Тренировался в полётах днём и ночью, изучил немецкий язык, если бы пришлось там сесть. Я даже отрастил себе бороду, чтобы стать неузнаваемым.
Лететь собирался из Бурже в Дюнкерк, откуда поднялся бы уже окончательно. Ничто не мешало успеху моего предприятия, как вдруг приходит приказ с запрещением бомбардировать Берлин. Испугались ответных репрессий. Однако спустя несколько недель германские самолёты „готта“ избрали Париж своей мишенью».

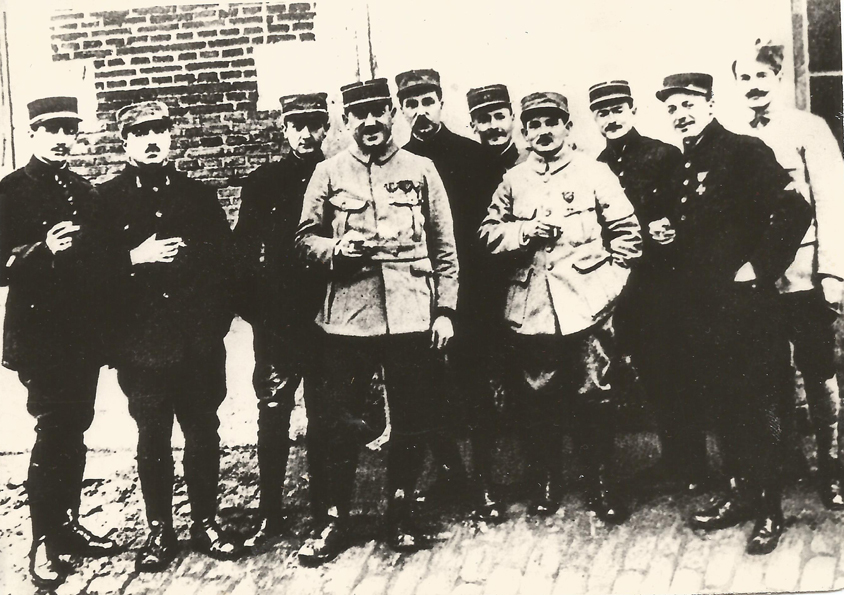
Французские лётчики. Третий справа — Жюль Ведрин, третий слева — Жорж Гинемер

Эскадрилья «Аистов» прославила себя на весь мир целым созвездием великолепных асов: Брокар, Ведрин, Гаррос, Гинемер, Герто, Дорм, Деллэн. Рядом с ними сражались русские лётчики: Е. Н. Крутень, И. А. Орлов, В. Г. Федоров.
[Из послужного списка Жюля Ведрина в эскадрилье MS 3 («Аисты»):

«Ловкий и смелый пилот, набрал 100 лётных часов с начала кампании. Всегда добровольно принимал участие в самых опасных операциях. Успешно выполнял рискованные и сложные миссии. С момента вступления в эскадрилью постоянно вызывался выполнять самые опасные полёты. В мае и июне 1915 года им было блестяще выполнено пять специальных заданий, особенно опасных и трудных. Отличился, в частности, в операциях с 5 по 15 июня 1915 года».
|                        |                                                                                   |                    |                                                                                     |
| Жюль Ведрин. 1914 год. | Приказ о назначении сержанта Жюля Ведрина в эскадрилью MS 3 с 12 марта 1915 года. | Жюль Ведрин, 1916. | Жюль Ведрин со своим механиком Гийеном перед последним вылетом 21 апреля 1919 года. |

В 1919 году Ведрин демобилизовался.
19 января 1919 года Ведрин совершил невероятный трюк впервые в истории авиации. Несмотря на запрет префектуры Парижа, он посадил свой самолёт «Кодрон» на крышу крупнейшего магазина «Галерея Лафайет». Это было сделано в качестве рекламной акции (приз 25000 франков). Стоявшие на крыше помощники должны были ухватиться за крылья аэроплана и не дать ему упасть на зрителей, столпившихся на площади Оперы. Им это удалось, но только благодаря тому, что они развернули аэроплан и направили его прямо на кирпичную надстройку, в которой размещался механизм лифта. Аэроплан разбился, но пилот выбрался из-под обломков в целости и сохранности. Весь мир был изумлён смелостью и виртуозностью воздушного нарушителя.
Жюль Ведрин отдал дань кинематографу и принимал участие в съёмках нескольких фильмов, в одном вместе со знаменитым киноактёром Максом Линдером.
Еженедельно, с 1910 по 1914 год, публиковал материалы за своей подписью (всего 126 глав), позже собранные в книгу «Жюль Ведрин. Жизнь летчика. Сам о себе» («La Vie d’un Aviateur»).
|                                                              |                                                   |                                            |
| Открытка 1912 года в память о посещении Жюлем Ведрином Лиму. | «Кодрон» Жюля Ведрина на крыше «Галереи Лафайет». | Жюль Ведрин. «Жизнь лётчика. Сам о себе».. |

### Последний полёт
В 10 часов 30 минут 21 апреля 1919 года (согласно акту № 15) Жюль Ведрин погиб недалеко от муниципалитета Сен-Рамбер-д’Альбон вместе со своим механиком, совершая почтовый рейс на двухмоторном самолете «Кодрон C-23» по маршруту Париж — Рим — Константинополь. У самолёта отказал двигатель, и при вынужденной посадке произошла катастрофа.
Похоронен знаменитый авиатор с большими почестями на парижском кладбище Пантен в семейной могиле. Там лежат все три брата Ведрин.

## Семья
- Жена — Мелани Амели Ноэми Лежен
- Дочь — Жанна Ведрин (Балета), учительница
- Сын — Анри Ведрин (1911—1995), французский политический деятель. До войны — генеральный секретарь ВКТ (металлургия). Во время Второй мировой войны попал в плен. В концлагере организовал группу сопротивления из числа активных коммунистов. После освобождения, стал депутатом от КПФ в департаменте Алье, — с 1945 до 1958 года, затем — с 1968 по 1973 год.
- Дочь — Сюзанна Ведрин
- Сын — Эмиль Ведрин

## Памятники
- В коммуне Бюсьер-Дюнуаз возведена памятная гранитная стела в честь Жюля Ведрина, который приземлился там 2 апреля 1911 года во время перелёта Париж-По из-за тумана и из-за желания повидать свою семью. Его жена была оттуда родом и отдыхала там с дочерью.

Стела создана 20 марта 1990 года по эскизу Андре Фремонта (Frémont). Она представляет собой крыло «Морана».
Была открыта 31 октября 1991 года в присутствии мэра, муниципальных советников, общественных деятелей, прессы, а также дочери авиатора Жанны Балета (урождённой Ведрин), её дочери и внучки.
- В 1921 году на террасе магазина «Галерея Лафайет» был установлен мемориальный обелиск в честь Жюля Ведрина, совершившего первую посадку самолета на крышу здания.
- На месте гибели Жюля Ведрина, в Сен-Рамбер-д’Альбон (Дром) установлен памятный камень.
- 9 апреля 2011 года имя Жюля Ведрина было присвоено транспортной развязке аэропорта Сальваза в Каркасоне.
- В мае 2011 года в городе Кинтанапалья (Испания) установлен бюст Жюля Ведрина на месте его приземления из-за неисправности во время перелёта Париж-Мадрид в 1911 году.

|                                                            |                                                             |                          |                                              |
| Камень на месте гибели Жюля Ведрина в Сен-Рамбер-д’Альбон. | Мемориальный обелиск на террасе магазина «Галерея Лафайет». | Надгробие братьев Ведрин | Бюст в память о Жюле Ведрине в Кинтанапалье. |

## Фильмография
- 1910 — В воздухе (фр. Dans les airs).
- 1912 — Похищение на гидроаэроплане (фр. Un enlèvement en hydroaéroplane).
- 1913 — Обручённые с воздухом (фр. Les fiancés de l’air).
- 1916 — Макс в воздухе (фр. Max dans les airs)